# Elugelab
Elugelab (oder Elugelap, Eluklab auf der nebenstehenden Karte) war eine Insel im Eniwetokatoll der Marshallinseln. Die rund 500 Meter lange und halb so breite Insel wurde durch einen Versuch im Rahmen der Operation Ivy zur Entwicklung von Wasserstoffbomben am 1. November 1952 vollständig zerstört. Die Versuchsanordnung mit dem Namen Ivy Mike hatte eine Sprengkraft von 10,4 Megatonnen TNT-Äquivalent,  etwa 750-mal so viel wie die Bombe Little Boy, die Hiroshima zerstörte.

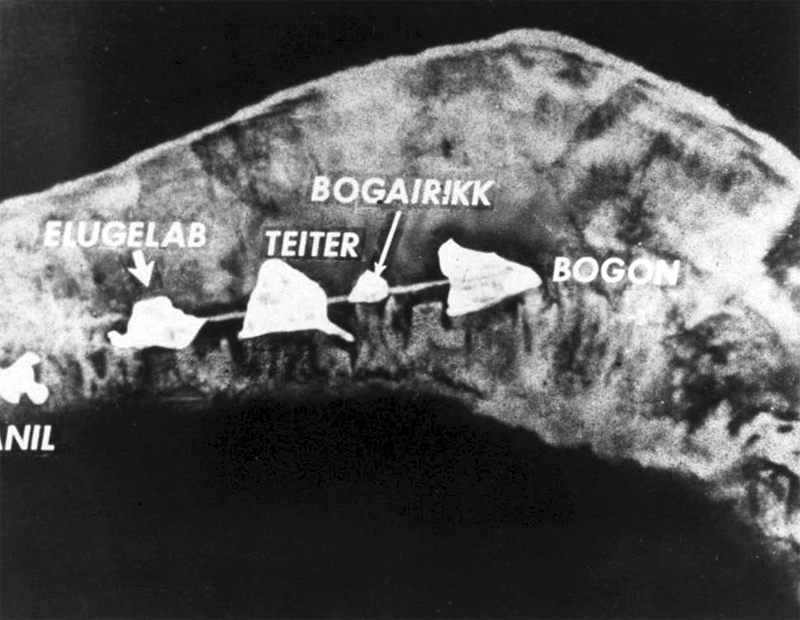
Eniwetok-Atoll, vor Mike-Explosion. Elugelab links zu erkennen.
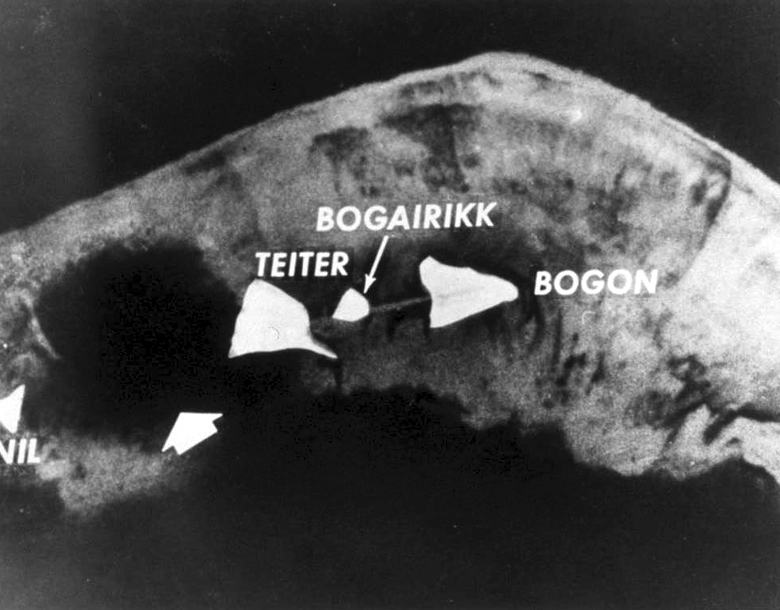
Eniwetok-Atoll, nach Mike-Explosion. Krater links zu erkennen.